# Niewolnica zmyslów
Niewolnica zmyslów è un cortometraggio muto del 1914 diretto da Ryszard Ordyński e Jan Pawlowski. Il film segna il debutto sullo schermo di Pola Negri.

## Trama
Pola è una ragazza bella ma povera, figlia di un fabbro. Inaspettatamente, ha successo come ballerina di scena. Dopo il suo successo, rompe con il suo fidanzato e diventa l'amante di un ricco ammiratore. Tuttavia, il fidanzato non accetta la sua partenza.

## Produzione
Il film fu prodotto dalla Sfinks.

## Distribuzione
In Russia, il film fu distribuito dalla Creo. 

### Data di uscita
IMDb
- Russia	7 dicembre 1914
- Polonia	25 dicembre 1914

Alias
- Der Tanz des Todes Germania
- Raba strastei, raba poroka	Russia
- Sklavin der Sinne	Germania
- Slave of Passion, Slave of Vice  (titolo internazionale)
- Slave of Sin (titolo alternativo)
- Love and Passion  (titolo alternativo)